# Haramiyavia
Haramiyavia — рід синапсидів з клади Haramiyida, який існував 200 мільйонів років тому на ретській стадії тріасу. Відомо один вид, H. clemmenseni з формації Флемінг-фіорд у Ґренландії. Вид розміщено до власної родини Haramiyaviidae. Дослідження, що стосуються харчових звичок мезозойських ссавцеподібних, відносять рід до числа комахоїдних таксонів.